# Melissodes microsticta
Melissodes microsticta är en biart som beskrevs av Cockerell 1905. Melissodes microsticta ingår i släktet Melissodes och familjen långtungebin. Inga underarter finns listade i Catalogue of Life.